# Motillas, Morras e Castillejos

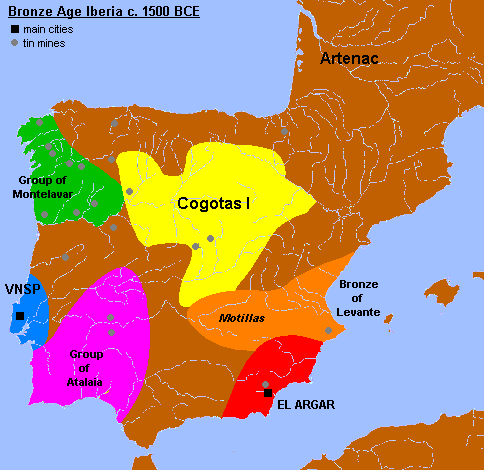
Distribuzione delle Motillas nel contesto dell'età del bronzo iberica.

Motillas, Morras e Castillejos sono toponimi frequenti nella regione della La Mancia (Spagna), associati a resti archeologici che danno il nome alla cultura delle Motillas o Bronzo della Mancha.

## Motillas
Le Motillas si innalzano nella pianura della La Mancia e hanno l'aspetto di grandi tumuli. Gli scavi archeologici hanno dimostrato che si trattava di fortezze costituite da una torre centrale circondata da diverse mura concentriche circolari di 30-50 metri di diamentro. Al loro interno ospitavano abitazioni e silo.
In passato si credeva che le motillas fossero delle tombe, questa teoria è stata abbandonata a favore della teoria che propone un utilizzo difensivo e di controllo del territorio.
Fra le Motillas più importanti si possono citare:

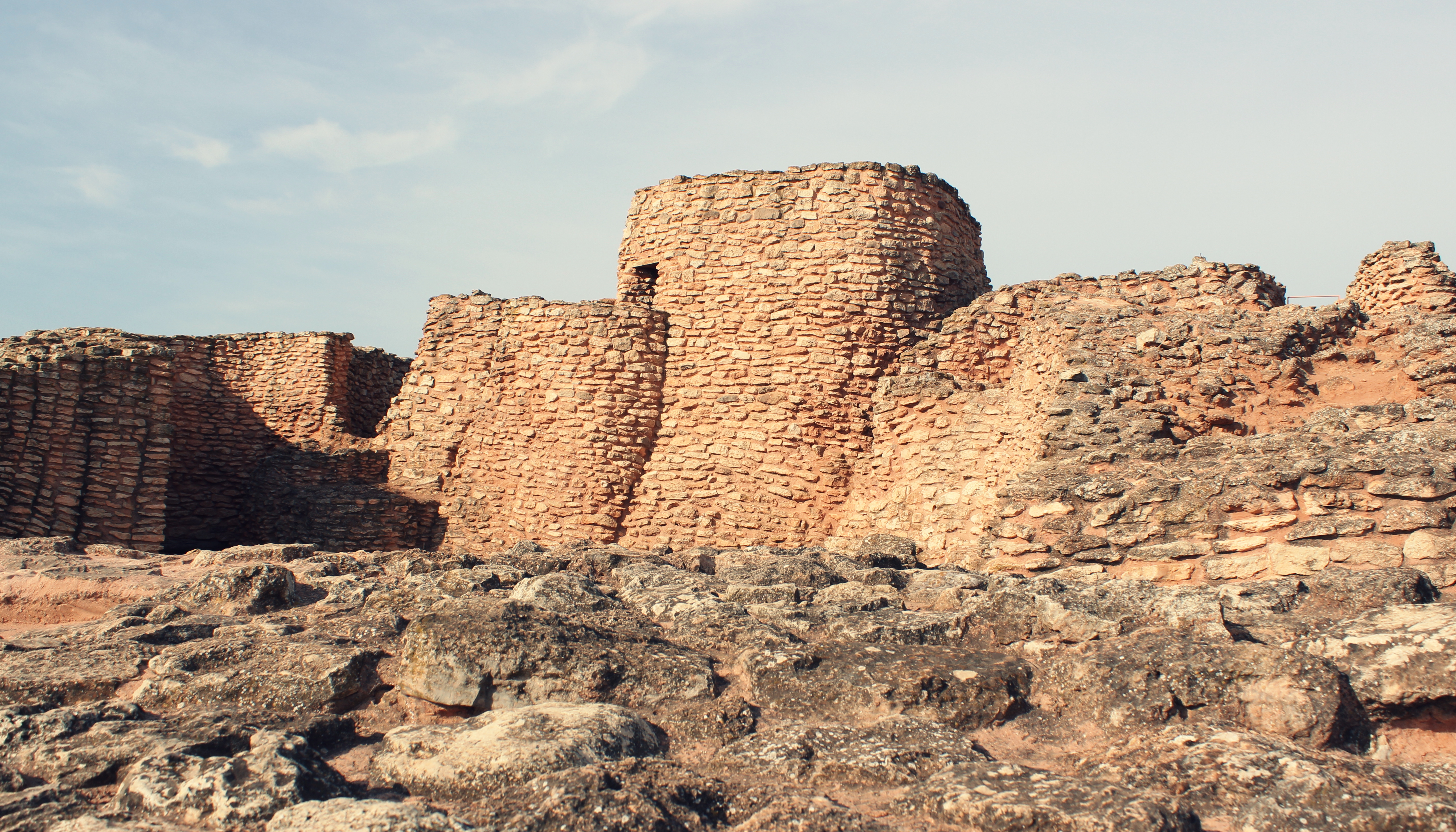
Motilla del Azuer nel 2017

- Motilla de Los Palacios (Los Palacios, Almagro)
- Motilla de Los Romeros (Alcázar de San Juan)
- Motilla de Las Cañas e Motilla del Azuer (Daimiel)
- Motilla de El Quintanar (Munera)
- Motilla de La Peñuela (Albacete)